# Crafting
Crafting ist der aus dem Englischen stammende Sammelbegriff für herstellen oder Herstellung. Zudem kann dieser auch das Handwerk bezeichnen. Dieser wurde jedoch durch die Verwendung in einigen Videospielen sowie dem Sektor Handwerk und Bau im deutschen Sprachgebrauch immer öfter verwendet und findet deshalb mehr Anwendung (z. B. beim Contour Crafting, sich etwas craften oder dem Job-Crafting). Als Digital Crafting (digitales Handwerk) wird auch der Einsatz moderner Produktionstechniken wie CAD und CNC zur Herstellung von Baumaterialien, Maschinenelementen und Werkzeugen bezeichnet. Häufig findet der Begriff im Zusammenhang mit Computerspielen zur Beschreibung einer enthaltenen Spielmechanik Verwendung, die es dem Spieler ermöglicht, aus einem oder mehreren Gegenständen andere herzustellen.
Als Theorycrafting (zu Deutsch so viel wie theoretisches Handwerk) bezeichnet man die theoretische Auseinandersetzung mit Spielmechaniken, um die Spielfähigkeiten, den Spielerfolg und Spielkenntnisse zu verbessern.

## Crafting-System
Als Crafting-System wird eine Spielmechanik in Computerspielen bezeichnet, die dem Spieler das Herstellen von Gegenständen aus Rohstoffen oder anderen Gegenständen erlaubt. Sie kommt besonders oft in Sandbox-Spielen, Survival-Spielen sowie Rollenspielen vor. Gegenstände können entweder manuell per Drag and Drop (z. B. Minecraft, The Forest) oder automatisch (z. B. H1Z1, Valheim) miteinander  kombiniert werden, um einen neuen Gegenstand zu erhalten.
Die benötigten Materialien und Herstellungsprozeduren werden dabei meist in Form von entsprechenden Rezepten dargestellt. Teilweise müssen für das Crafting auch spezielle Maschinen und Werkzeuge hergestellt werden. So können mitunter längere Produktionsketten entstehen.